# Ellipteroides piceus
Ellipteroides piceus là một loài ruồi trong họ Limoniidae. Chúng phân bố ở miền Cổ bắc.